# Österreichischer Journalisten Club
Der Österreichische Journalisten Club (ÖJC) ist eine parteiunabhängige Kommunikations- und Interessensplattform für und von Medienschaffenden in Österreich.

## Geschichte
Die Vereinigung wurde 1977 von Günther Nenning und Wolf In der Maur gegründet. Bis 1984 bestand der ÖJC aus nur 16 Personen und diente als Vorfeldorganisation der Journalistengewerkschaft innerhalb des Österreichischen Gewerkschaftsbundes. 1984 wurde die Organisation unabhängig; neuer Obmann wurde Norbert Adam. Gleichzeitig bekam der ÖJC alle Rechte am Dr.-Karl-Renner-Publizistikpreis. Der bisherige Eigentümer konnte den Preis nicht mehr finanzieren, da der Sponsor ausgestiegen war.  Der Renner-Preis wurde markenrechtlich geschützt. 1985 wurde auf Vorschlag der beiden ORF-Journalisten Hans Preiner und Fred Turnheim und veranlasst durch den Tod des Journalisten Claus Gatterer der Prof. Claus Gatterer-Preis für sozial engagierten Journalismus ins Leben gerufen. Der Preis wurde bis 2019 verliehen und die Rechte daran im Juni 2023 an die Michael Gaismair Gesellschaft in Südtirol übergeben. 1992 übersiedelte der ÖJC vom Wiener Messepalast in ein Büro in der neu errichteten Lugner City im 15. Wiener Gemeindebezirk. 1995 wurde die erste Internetpräsenz des ÖJC in Zusammenarbeit mit der Austria Presse Agentur verwirklicht. 2002 übersiedelte der ÖJC in sein neues Clublokal im 1. Wiener Gemeindebezirk, Blutgasse 3.
Ende 2020 wurde bei der bei online abgehaltenen Generalversammlung eine Namensänderung (von bis dahin Österreichischer Journalisten Club in Österreichischer Journalist*innen Club) beschlossen. Im Jahr 2023 wurde die Namensänderung wieder rückgängig gemacht.
Der ÖJC hat derzeit (Stand 01/25) rund 2.500 Mitglieder.

## ÖJC-Journalistenpreise
Der Österreichische Journalisten Club vergibt jährlich alternierend mehrere Journalistenpreise.
- Der Dr. Karl Renner Publizistikpreis wird alle zwei Jahre vom ÖJC für „langjährige, hervorragende Leistungen als Journalist“ vergeben.[6]
- Der „Dr. Karl Renner Solidaritätspreis“ ehrt international Journalisten, denen es gelingt, unter widrigsten Rahmenbedingungen, wie etwa Krieg, Repressalien oder anderen Beeinträchtigungen, hervorragende journalistische Leistungen zu erbringen.
- Der New Media Journalism Award zeichnet Innovatoren und Pioniere im New Media Journalismus aus, die eine Erweiterung der Grenzen des Journalismus durch digitale Technologien und Plattformen vorantreiben und wird ebenfalls alle zwei Jahre alternierend zu den Rennerpreisen vergeben.[7]
- Gemeinsam mit dem Österreichischen Seniorenrat vergibt der ÖJC den „a-g-e Award“. Dieser prämiert außergewöhnliche Publikationsleistungen zum Thema „Alter“ in den Kategorien Medien, Arbeitswelt und Gesellschaft.

## Leistungen
Der ÖJC versteht sich als Service-Organisation und Netzwerk für Journalisten und führt Podiumsdiskussionen zu journalistisch relevanten Themen sowie Fachexkursionen durch. Im Rahmen von regelmäßigen Veranstaltungen bietet der Club seinen Mitgliedern die Möglichkeit, sich aktiv einzubringen und mit Experten und Entscheidungsträgern in Kontakt zu treten. Im regelmäßigen Austausch unter Journalisten und Medienprofis eröffnen sich Gelegenheiten zu professionellem Networking im Rahmen der Jour Fixe-Abende. Der ÖJC gibt für seine Mitglieder auch einen international anerkannten Presseausweis heraus.

## Standespolitische Organisation
Im Gegensatz zur österreichischen Journalistengewerkschaft (seit 2007: GPA-DJP) wurde der ÖJC seit der Generalversammlung im Dezember 2002 immer mehr zu einer standespolitischen Organisation umgebaut. In den Statuten ist festgelegt, dass der ÖJC parteipolitisch unabhängig ist und bleibt. Der ÖJC ist in Begutachtungsverfahren der österreichischen Gesetzgebung eingebunden und engagiert sich auch in standes- und medienpolitischen Fragen im Rahmen der Europäischen Union. Außerdem pflegt der ÖJC intensive Kontakte mit internationalen Journalisten-Organisationen.

## Journalismus & Medien Akademie
Der ÖJC ist dabei, eine neue Journalismus & Medien Akademie für 2025 aufzubauen.

## Medienmagazin [Statement]
Seit Dezember 2012 erschien zunächst zehn, dann sechs Mal im Jahr das Magazin [Statement] (Eigenschreibweise), das nach eigenem Anspruch „Von Journalisten – für Journalisten“ gemacht wird. Im Mai 2014 wurde der Untertitel auf Österreichs Medienmagazin geändert. Das Heft griff aktuelle Medienthemen, Trends und Debatten aus Österreich, Europa und dem Rest der Welt auf. Die Auflage der Printausgabe hatte 6.000 Exemplare. Der im Juni 2022 neu gewählte Vorstand hat beschlossen, die kostenintensive und nicht mehr zeitgemäße Erscheinungsform als Printprodukt einzustellen.

## Vereinsvorstand
Bei der Generalversammlung am 21. Juni 2022 wurde erstmals in der jüngeren Geschichte des ÖJC der Vorstand geheim gewählt. Die Wahl wurde notwendig, weil der bisherige Präsident Oswald Klotz sein Amt nach etwas mehr als einem Jahr aus Altersgründen zurücklegte. Zum neuen Präsidenten wurde einstimmig Norbert Welzl gewählt. Im April 2024 wurde Mag. Christian Stöger in einer außerordentlichen Generalversammlung zum neuen ÖJC-Präsidenten gewählt. 

## Kritik
Anlässlich der Verleihung des Prof. Claus Gatterer-Preis im Jahr 2019 übte der Tiroler Blogger Markus Wilhelm massive Kritik am Geschäftsgebaren des ÖJC. Wilhelm war 2019 von der Fachjury mit dem Gatterer-Preis ausgezeichnet worden, hatte den Preis jedoch abgelehnt. Im Anschluss veröffentlichte er auf seinem Blog dietiwag.org Recherchen zur Finanzierung des Gatterer-Preises. Dabei legte er offen, dass lediglich ein Bruchteil der von Sponsoren lukrierten Gelder an die jährlich nominierten Preisträger ausbezahlt würde. Als Reaktion auf die von Wilhelm geäußerte Kritik zogen sich das Land Burgenland und die Esterhazy Betriebe als Sponsoren des Claus Gatterer-Preises im September 2019 mit sofortiger Wirkung zurück. Für die Verleihung des Gatterer-Preises im Jahr 2020 gab der ÖJC auf seiner Website bekannt, den Preis aufgrund der Covid-19-Pandemie auszusetzen. Im Juni 2023 hat der neue Vorstand des ÖJC die Rechte am Prof. Claus Gatterer-Preis an die Michael Gaismair-Gesellschaft in Bozen übergeben. Damit wurden alle Unstimmigkeiten der Vergangenheit beigelegt, der Preis ist nach Südtirol zurückgekehrt.